# 리처드 액설
리처드 액설(영어: Richard Axel, 1946년 7월 2일 ~ 현재)는 존스홉킨스대학교 메디컬 스쿨 수료 후 컬럼비아 대학교에서 교수로 재직하였으며 현재는 동 대학교에서 하워드휴스연구소 연구위원으로 활동하고 있다. 2004년 액설은 "냄새 수용체와 후각 시스템의 구조에 대한 발견"의 공로를 인정받아 린다 벅과 같이 노벨 생리학·의학상을 수상하였다.

## 생애

### 유년기
리처드 액설은 폴란드에서 미국, 브루클린으로 이주한 가정의 첫 번째 아이로 태어났다. 그의 아버지는 재단사였으며 그는 어렸을 때부터 일을 하였다. 그는 이후 맨하튼에 있는 Stuyvesant High School에 입학하게 되었고 이것이 그의 인생의 전환점이 되었다. 이후 그는 컬럼비아 대학교에 장학금을 받으며

### 학문적 생애
그가 처음 분자생물학에 관심을 가지게 된 계기는 실험실에서 유리제품을 닦는 일을 맡음으로부터 시작되었다. 이 경험은 나중에 그가 대학원에서의 진로를 유전학으로 결정하는데에 그 영향을 끼치게 된다.
존스홉킨스대학교 메디컬 스쿨을 졸업한 이후 컬럼비아대학교안의 유전학 연구소의 일원으로 들어가 RNA종양에 대해 연구하게 된다. 이 때의 경험은 그에게 있어서 과학에 대한 태도를 바뀌게 하였다.
비록 그가 이러한 연구 경험을 통해 분자생물학의 나름의 권위자가 되었다고 해도 아직 그는 생물학에 있어서 초보자에 불과하였다. 따라서 생물학에 대해 더 깊이있게 접근하기 위하여 미국의 국립보건원에 소속되어 DNA와 염색질 구조에 대해 연구하게 된다.
1974년 DNA관련 연구 이후에 다시 컬럼비아대학교의 유전학 연구소의 초대를 받아 다시 돌아가게 된다.
1982년 그는 분자생물학과 DNA에 관한 연구가 큰 잠재력을 지니고 있다고 판단하여 더욱 연구에 매진하게 된다.
이후 1991년 그는 노벨 생리학·의학상을 공동수상한 린다 벅과 함께 인간·동물의 코 점막에 있는 후각 상피세포가 1,000여 개로 이루어진 후각 수용체(유전자군)를 가지고 있다는 내용의 공동 논문을 발표하기도 하였다.

## 수상 실적
- 1999년 알렉산더 해밀턴 상 수상
- 2003년 게어드너재단 국제상 수상
- 2004년 린다 벅과 노벨 생리학·의학상 공동 수상